# Máy xem phương tiện kỹ thuật số

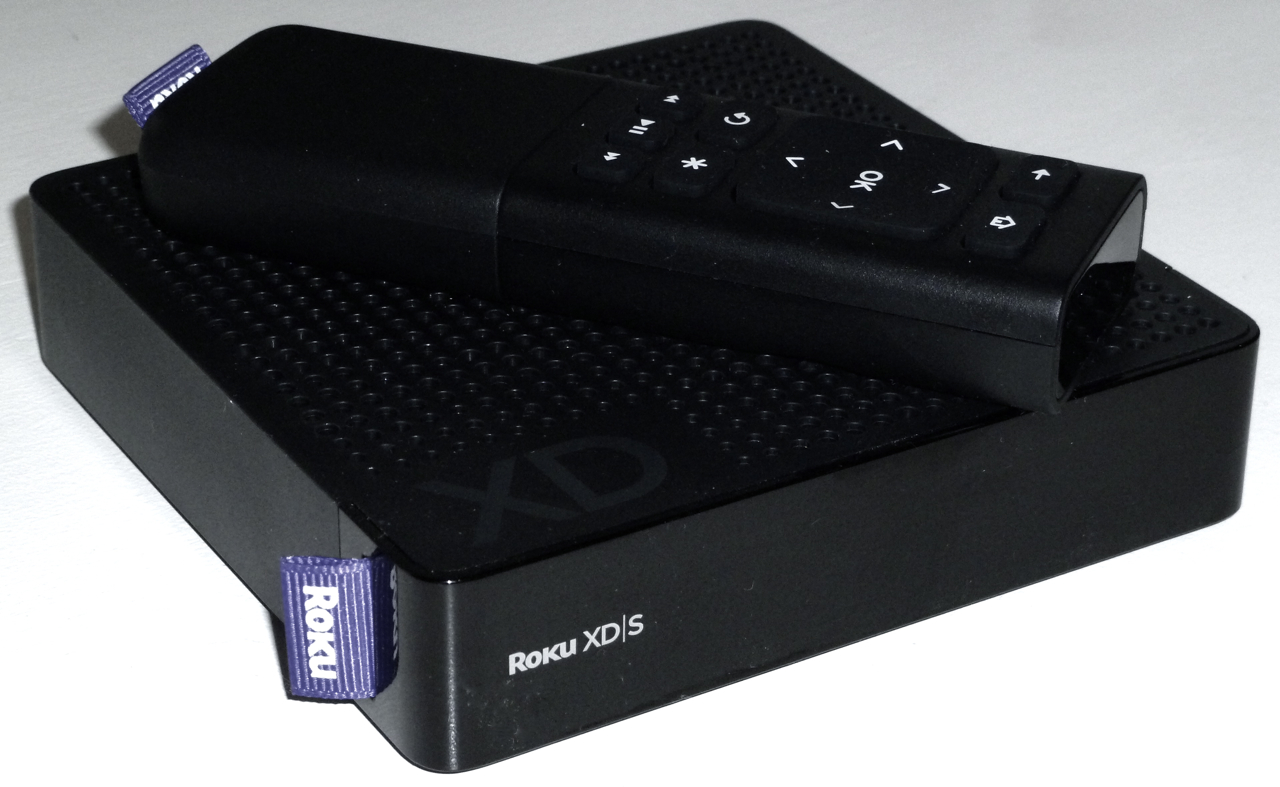
Roku là một thương hiệu phổ biến của người chơi phương tiện truyền thông kỹ thuật số

Máy xem phương tiện kỹ thuật số (đôi khi còn được gọi là thiết bị phát trực tuyến hoặc hộp phát trực tuyến)  là một loại thiết bị điện tử tiêu dùng được thiết kế để lưu trữ, phát lại hoặc xem nội dung phương tiện kỹ thuật số. Chúng thường được thiết kế để tích hợp vào cấu hình rạp chiếu phim tại nhà và được gắn vào máy thu TV và/hoặc AV.
Thuật ngữ này đồng nghĩa với các thiết bị được thiết kế chủ yếu để tiêu thụ nội dung từ các dịch vụ truyền phát trực tuyến như video trên internet, bao gồm các dịch vụ nội dung vượt trội dựa trên đăng ký. Các thiết bị này thường có hệ số dạng nhỏ gọn (như hộp set-top nhỏ gọn hoặc khóa được thiết kế để cắm vào cổng HDMI) và có giao diện người dùng 10 feet có hỗ trợ điều khiển từ xa và trong một số trường hợp, lệnh bằng giọng nói, như sơ đồ điều khiển. Một số dịch vụ có thể hỗ trợ điều khiển từ xa trên các trình phát phương tiện kỹ thuật số bằng các ứng dụng di động tương ứng của họ, trong khi dòng Chromecast của Google được thiết kế dành riêng cho phương thức hoạt động này.
Hệ điều hành của trình phát đa phương tiện kỹ thuật số có thể cung cấp công cụ tìm kiếm để định vị nội dung có sẵn trên nhiều dịch vụ và ứng dụng đã cài đặt. Nhiều trình phát phương tiện kỹ thuật số cung cấp quyền truy cập nội bộ vào các nền tảng phân phối kỹ thuật số, nơi người dùng có thể tải xuống hoặc mua nội dung như phim, tập phim truyền hình và ứng dụng. Ngoài các nguồn internet, trình phát phương tiện kỹ thuật số có thể hỗ trợ phát lại nội dung từ các nguồn khác, chẳng hạn như phương tiện bên ngoài (bao gồm ổ USB hoặc thẻ nhớ) hoặc được truyền phát từ máy tính hoặc máy chủ media. Một số trình phát phương tiện kỹ thuật số cũng có thể hỗ trợ các trò chơi video, mặc dù độ phức tạp của chúng (có thể bao gồm từ trò chơi thông thường đến cổng trò chơi lớn hơn) phụ thuộc vào hệ điều hành và hỗ trợ phần cứng, và bên cạnh những trò chơi được quảng cáo là microconsole, thường không được quảng bá là chức năng chính của thiết bị.
Máy xem phương tiện kỹ thuật số thường không bao gồm bộ thu sóng để nhận truyền hình mặt đất, cũng như ổ đĩa cho đĩa Blu-ray hoặc DVD. Một số thiết bị, chẳng hạn như đầu phát Blu-ray độc lập, có thể bao gồm các chức năng tương tự như đầu phát phương tiện kỹ thuật số (thường ở dạng rút gọn), cũng như các thế hệ máy chơi game video gần đây, trong khi " TV thông minh " tích hợp các chức năng tương tự vào TV. Đến lượt, một số nhà sản xuất TV đã cấp phép nền tảng hệ điều hành từ các máy nghe nhạc kỹ thuật số làm phần mềm trung gian cho TV thông minh của họ như Android TV, Amazon Fire TV và Roku Nottwhich thường cung cấp trải nghiệm người dùng tương tự với các đối tác độc lập của họ, nhưng với TV các tính năng và cài đặt cụ thể được phản ánh trong giao diện người dùng của họ.

## Tổng quan
Trong những năm 2010, với sự phổ biến của máy nghe nhạc cầm tay và máy ảnh kỹ thuật số, cũng như tốc độ tải xuống Internet nhanh và dung lượng lưu trữ lớn tương đối rẻ, nhiều người đã sở hữu bộ sưu tập lớn các tệp phương tiện kỹ thuật số không thể phát trên HiFi tương tự thông thường mà không có kết nối máy tính với bộ khuếch đại hoặc tivi. Các phương tiện để phát các tệp này trên trình phát phương tiện kỹ thuật số được kết nối mạng được kết nối vĩnh viễn với TV được xem là một sự tiện lợi. Sự tăng trưởng nhanh chóng về tính sẵn có của nội dung trực tuyến đã giúp người tiêu dùng dễ dàng sử dụng các thiết bị này hơn và có được nội dung. Chẳng hạn, YouTube là một plugin phổ biến có sẵn trên hầu hết các thiết bị được nối mạng. Netflix cũng đã thỏa thuận với nhiều nhà sản xuất điện tử tiêu dùng để cung cấp giao diện của họ trong menu của thiết bị, cho các thuê bao phát trực tuyến của họ. Mối quan hệ cộng sinh giữa Netflix và các nhà sản xuất điện tử tiêu dùng đã giúp Netflix trở thành dịch vụ video đăng ký lớn nhất ở Mỹ, sử dụng tới 20% băng thông của Hoa Kỳ vào thời gian cao điểm.
Máy xem phương tiện thường được thiết kế cho sự nhỏ gọn và khả năng chi trả, và có xu hướng có màn hình phần cứng nhỏ hoặc không tồn tại ngoài đèn LED đơn giản để cho biết thiết bị có được bật hay không. Điều hướng giao diện trên tivi thường được thực hiện với điều khiển từ xa hồng ngoại, trong khi các trình phát phương tiện kỹ thuật số tiên tiến hơn đi kèm với điều khiển từ xa hiệu suất cao cho phép điều khiển giao diện bằng cảm biến cảm ứng tích hợp. Một số điều khiển từ xa cũng bao gồm gia tốc kế cho các tính năng chuột không khí cho phép chơi game chuyển động cơ bản. Hầu hết các thiết bị phát đa phương tiện kỹ thuật số không thể phát trực tiếp phương tiện âm thanh hoặc video vật lý, và thay vào đó yêu cầu người dùng chuyển đổi các phương tiện này thành các tệp kỹ thuật số có thể phát bằng một máy tính và phần mềm riêng biệt. Họ cũng thường không có khả năng ghi lại âm thanh hoặc video. Trong những năm 2010, người ta cũng thường thấy chức năng trình phát đa phương tiện kỹ thuật số được tích hợp vào các thiết bị điện tử tiêu dùng khác, chẳng hạn như đầu DVD, hộp giải mã, TV thông minh hoặc thậm chí cả máy chơi game video.